# 少弐嘉頼
少弐 嘉頼（しょうに よしより）は、室町時代の武将。少弐氏13代当主。

## 生涯
永享5年（1433年）、父・少弐満貞と兄・資嗣が大内持世との戦いに敗れ戦死すると、嘉頼は弟・教頼と共に対馬国に落ち延びることを余儀なくされ、宗貞盛の庇護下に入る。対馬で元服し家督を継いだ嘉頼は、一族の横岳頼房や宗氏の援助を受けつつ、また大友持直と協力するなどして少弐氏再興を目指す。
永享6年（1434年）6月、筑前国にて大内持世と交戦する。この際、筥崎社が兵火により炎上している。翌永享7年（1435年）8月、
大友持直と共に再び持世と戦うも敗北した。永享8年（1436年）2月には、幕府の命で九州に下向した京極持高の援軍を得た持世と交戦した。同年6月には、持世との戦いに勝利している。
永享12年（1440年）、6代将軍・足利義教の計らいで嘉頼・教頼兄弟と持世との間で和睦となり、少弐氏の存続が認められた。これは、持世が少弐氏と同盟関係にある対馬の宗氏や、窮乏のため嘉頼が倭寇まがいの活動を行っていたとされる李氏朝鮮との関係悪化を懸念したためとされる。
永享13年（1441年）、死去。享年21。